# Gianrico Ruzza
Gianrico Ruzza (ur. 14 lutego 1963 w Rzymie) – włoski duchowny katolicki, biskup Civitavecchia-Tarquinia od 2020, również biskup Porto-Santa Rufina (od 2022).

## Życiorys

### Prezbiterat
Święcenia kapłańskie otrzymał 16 maja 1987 i został inkardynowany do diecezji Rzymu. Po święceniach rozpoczął pracę w rzymskim seminarium, a w latach 1991–1997 był jego wicerektorem. W 1997 został dyrektorem diecezjalnego ośrodka rekolekcyjnego, a w 2006 został proboszczem parafii św. Roberta Bellarmina.

### Episkopat
8 kwietnia 2016 papież Franciszek mianował go biskupem pomocniczym diecezji rzymskiej, ze stolicą tytularną Subaugusta. Sakry udzielił mu 11 czerwca 2016 wikariusz generalny diecezji rzymskiej - kardynał Agostino Vallini.
18 czerwca 2020 został mianowany biskupem ordynariuszem diecezji Civitavecchia-Tarquinia.
12 lutego 2022 papież Franciszek mianował go biskupem Porto-Santa Rufina, łącząc tym samym ją unią in persona episcopi z diecezją Civitavecchia-Tarquinia. Ingres do katedry diecezjalnej odbył się 20 lutego 2022.